# École française internationale de Riyad
L'École française internationale de Riyad (arabe : المدرسة الفرنسية العالمية بالرياض) est une école internationale française à Riyad, en Arabie saoudite. Les niveaux d'enseignement vont de la maternelle au lycée.
Près de 1200 élèves y sont inscrits.